# To tu to tam
To tu to tam – polski dramat z 2002 roku w reżyserii Lecha Mackiewicza na podstawie scenariusza autorstwa reżysera filmu oraz Chaco De Palmy.